# Урбаньский, Альфред
Альфред Урбаньский (пол. Alfred Urbański; 13 января 1899 — 10 сентября 1983, Лондон, Великобритания) — польский политический и государственный деятель, премьер-министр Правительства Польши в изгнании (с 18 июля 1972 по 15 июля 1976). Член Польской социалистической партии (в изгнании).

## Биография
Шляхтич. Окончил юридический и факультет общественных наук Университета Стефана Батория в Вильно. После окончания учёбы работал экономистом в Вильно и юристом в Молодечно.
Во время Второй мировой войны оказался на территории СССР. Там, после объявления амнистии, оказался в Куйбышеве, где формировался 1-й польский корпус.
После окончания войны остался за границей в Лондоне.
В 1969—1972 годах, как представитель Польской социалистической партии был членом «Совета Трёх», в который также входили Владислав Андерс и Эдвард Бернард Рачинский. «Совет Трёх» — коллективный орган, который противопоставлял себя главе Польского государства и находится в оппозиции к президенту Августу Залескому, который не хотел уступать поста президента.
В 1972—1976 годах занимал пост премьер-министра Правительства Польши в изгнании, в 1973 году переформировал состав правительства.
Умер 10 сентября 1983 года в Лондоне.